# Hrotsvitha
Hrotsvitha (c. 935 – c. 1002), cunoscută și ca Hroswitha, Hrotsvit, Hrosvit și Roswitha a fost o poetă și călugăriță germană.
A trăit în Bad Gandersheim, Saxonia Inferioară, a scris în latină și este considerată unul din primii mari dramaturgi de după antichitate.

## Scrieri
Opera ei se compune în special din legende hagiografice, dialoguri dramatice pe teme religioase și poeme istorice în hexametri în stilul lui Terențiu:
- Gallicanus
- Dulcitius
- Abraham
- Maria
- Gesta Oddonis I imperatoris ("Faptele împăratului Otto I").